# Parevaza longa
Parevaza longa är en tvåvingeart som beskrevs av James 1978. Parevaza longa ingår i släktet Parevaza och familjen vapenflugor. Inga underarter finns listade i Catalogue of Life.